# Ouachita megye (Louisiana)
Ouachita megye az Amerikai Egyesült Államokban, azon belül Louisiana államban található. Megyeszékhelye és legnagyobb városa Monroe. Lakosainak száma 160 368 fő (2020. április 1.). Ouachita megye Union, Morehouse, Richland, Caldwell, Jackson és Lincoln megyékkel határos.

## Népesség
A megye népességének változása:
| Lakosok száma | 153 963 | 154 650 | 155 313 | 156 220 | 156 761 | 160 368 |
|               | 2010    | 2011    | 2012    | 2013    | 2015    | 2020    |